# Tianjin Xiali

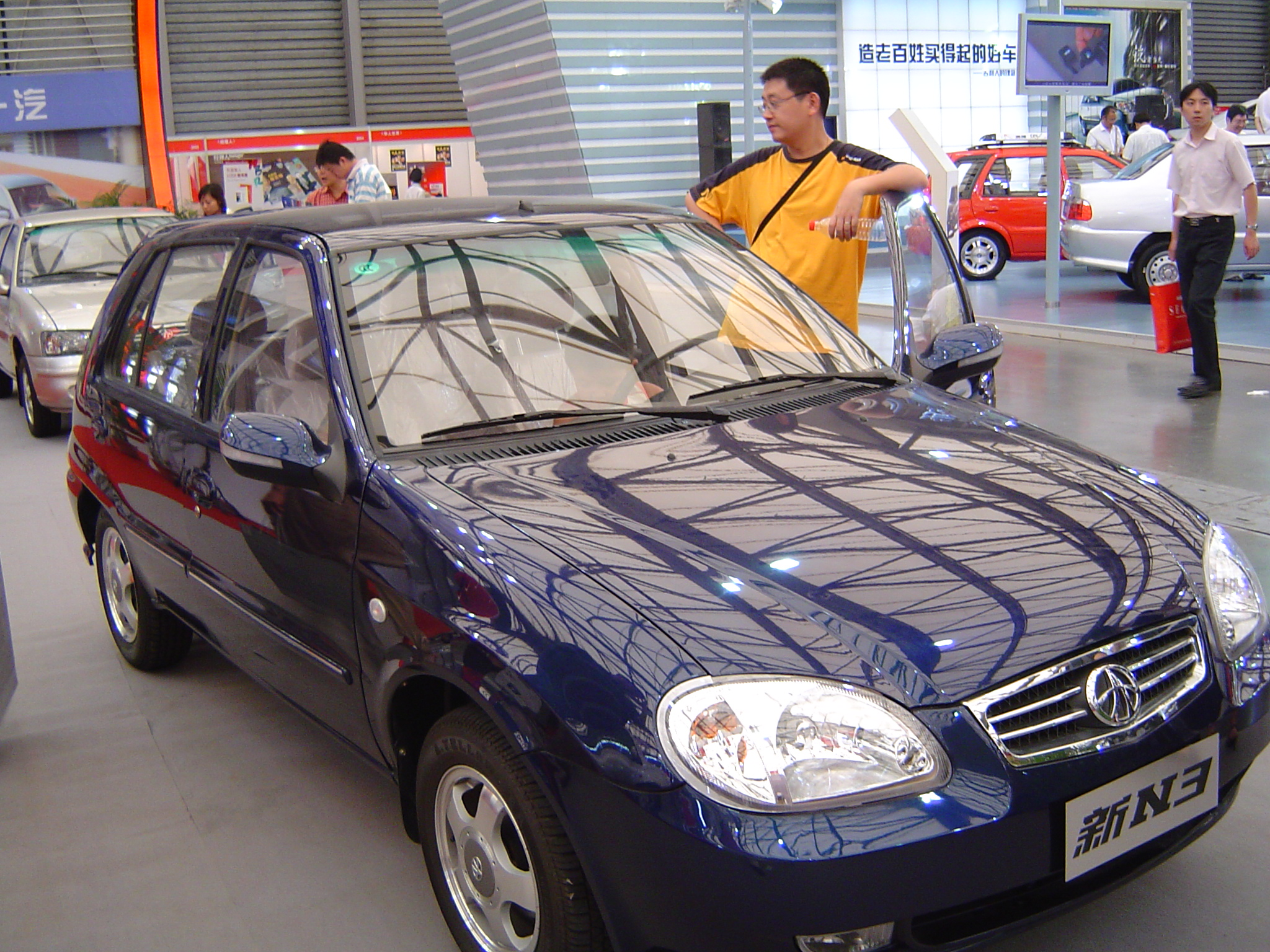
Xiali N3

Tianjin Xiali is de vier na grootste autofabrikant in China. Sinds 2000 wordt het beheerd door Toyota in een joint venture met First Automobile Works (FAW).
De productie is nu meer gericht op moderne Toyota voertuigen, de Xiali 2000 is gebaseerd op de Toyota Platz/Vitz. 
Tianjin Xiali produceert de Miles ZX40, een elektrische versie van de Daihatsu Move.

## Model Overzicht
- 1987-1999: Xiali TJ 7100, Hatchback zustermodel van de Daihatsu Charade tweede generatie
- 1987-1999: Xiali TJ 7100 A, Saloon zustermodel van de Daihatsu Charade tweede generatie
- 1999-2002: Xiali TJ 7100 U, Hatchback zustermodel van de Daihatsu Charade derde generatie
- 1999-2002: Xiali TJ 7130 UA, Saloon zustermodel van de Daihatsu Charade derde generatie
- 2000-2005: Xiali A, Hatchback zustermodel van de Daihatsu Charade derde generatie
- sinds 2000: Xiali A+, Saloon zustermodel van de Daihatsu Charade derde generatie
- sinds 2008: Xiali B, Hatchback gebaseerd op de Toyota Vitz
- sinds 2008: Xiali B+, Saloon gebaseerd op de Toyota Platz
- sinds 2008: Xiali N3, Hatchback gebaseerd op de Toyota Vitz
- sinds 2008: Xiali N3+, Saloon gebaseerd op de Toyota Platz
- sinds 2009: Xiali N5, Saloon zustermodel van de Daihatsu Charade zevende generatie
- sinds 2002: Xiali Vela, zustermodel van de Toyota Echo
- sinds 2002: Xiali Vizi, zustermodel van de Toyota Vitz
- sinds 2007: Xiali Weizhi, zustermodel van de FAW Vita

## Galerij

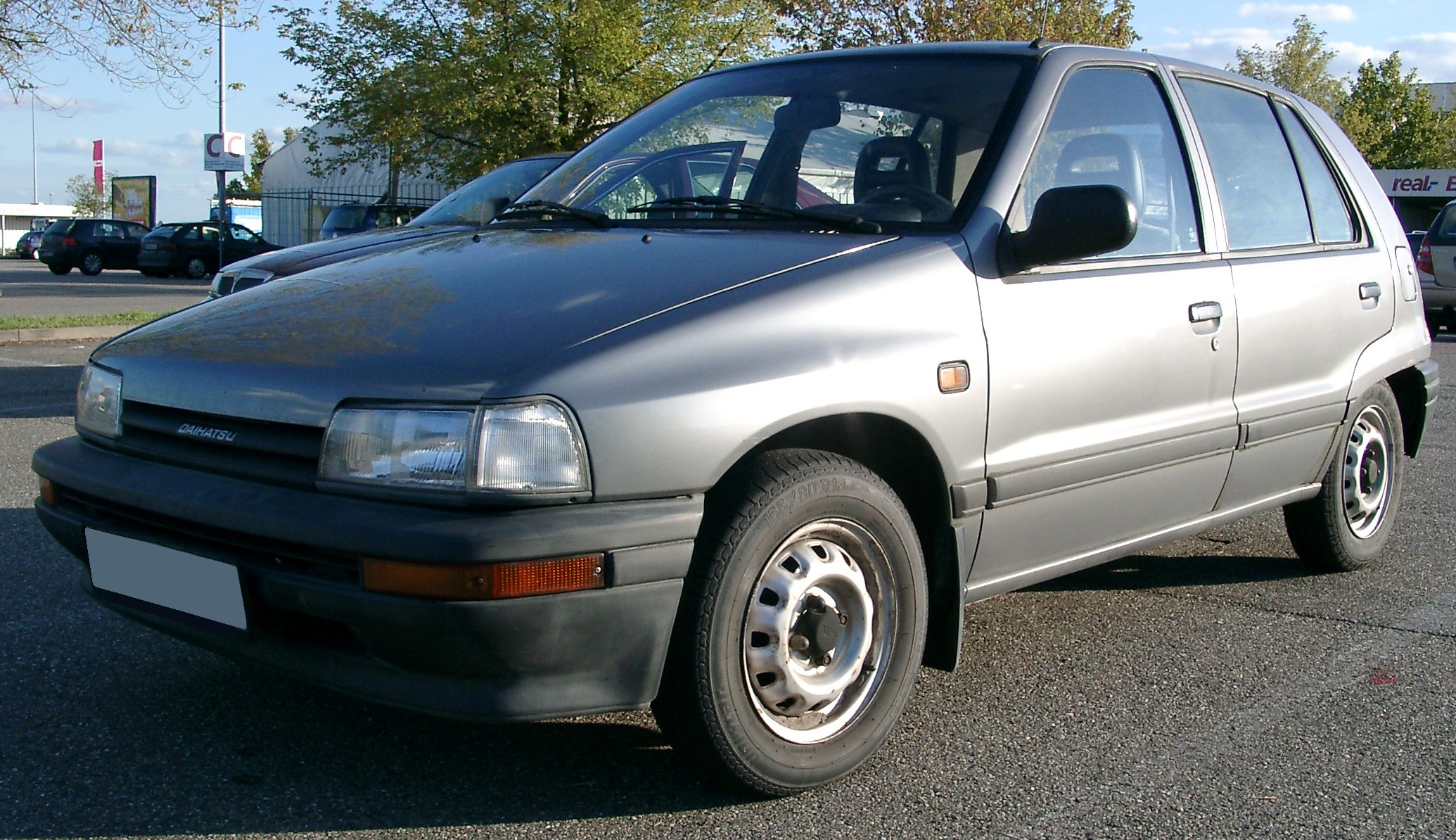
Xiali TJ 7100 夏利TJ7100 1987-1999
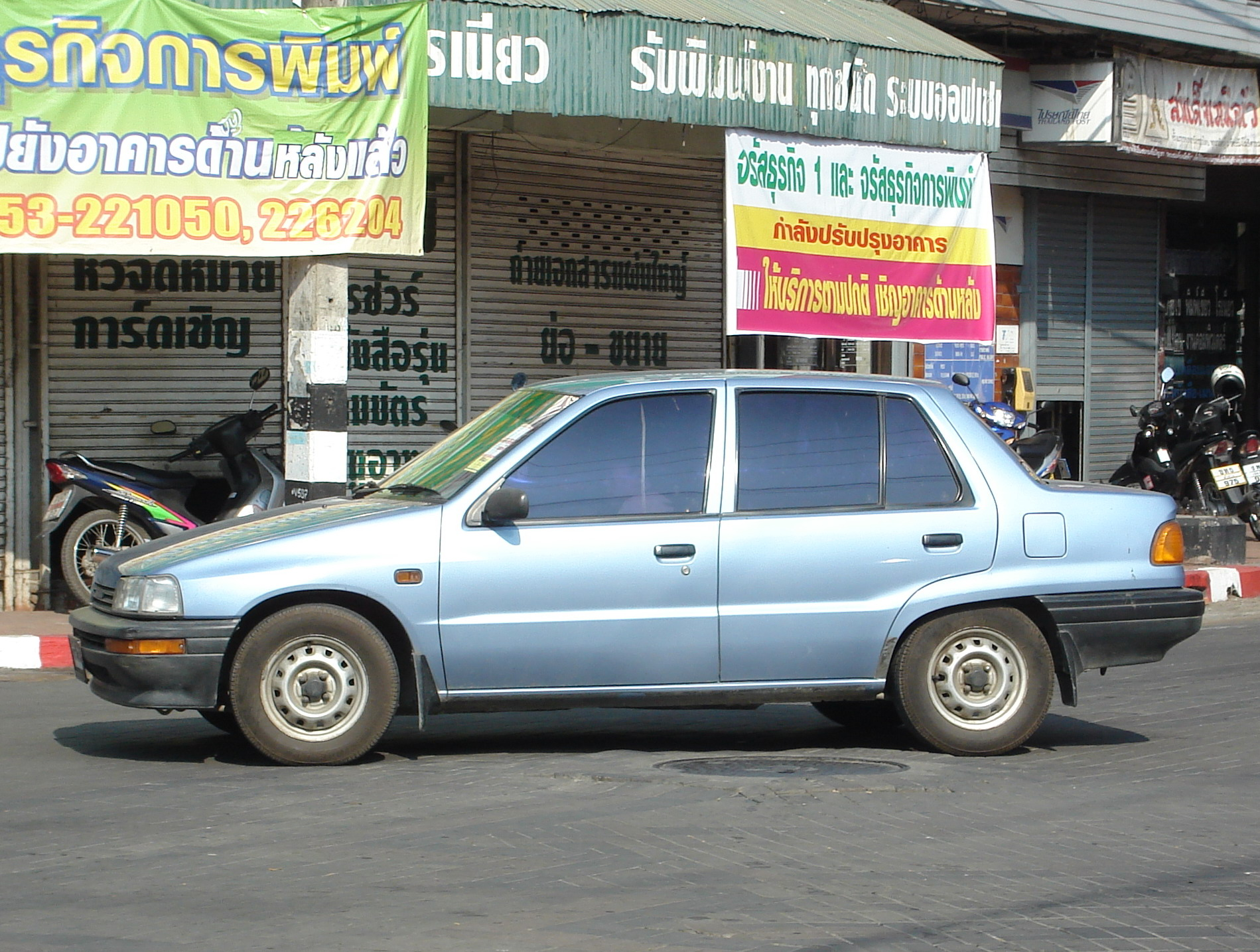
Xiali TJ 7100 U 夏利TJ7100U 1987-1999
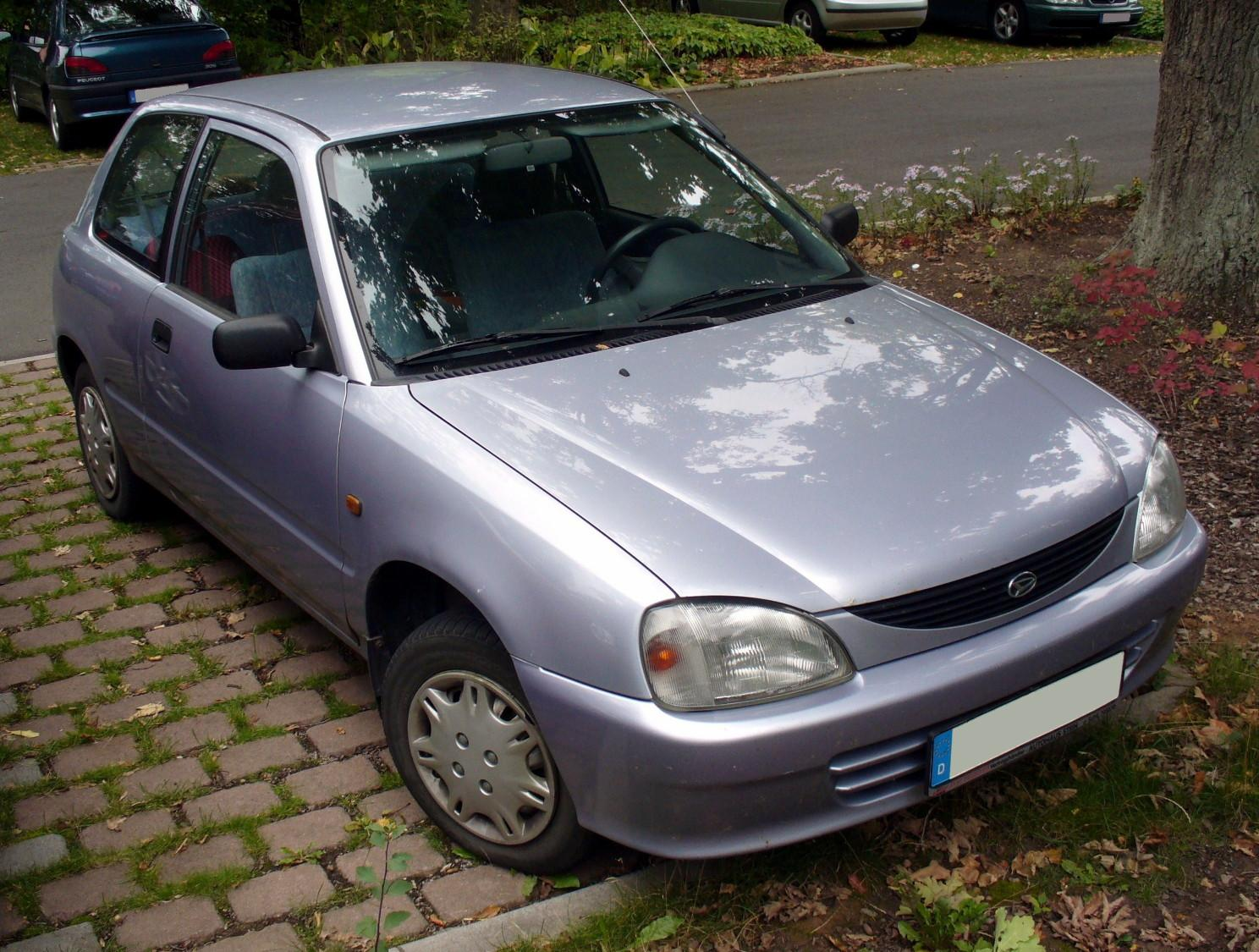
Xiali TJ 7100 A 夏利TJ7100A 1999-2002
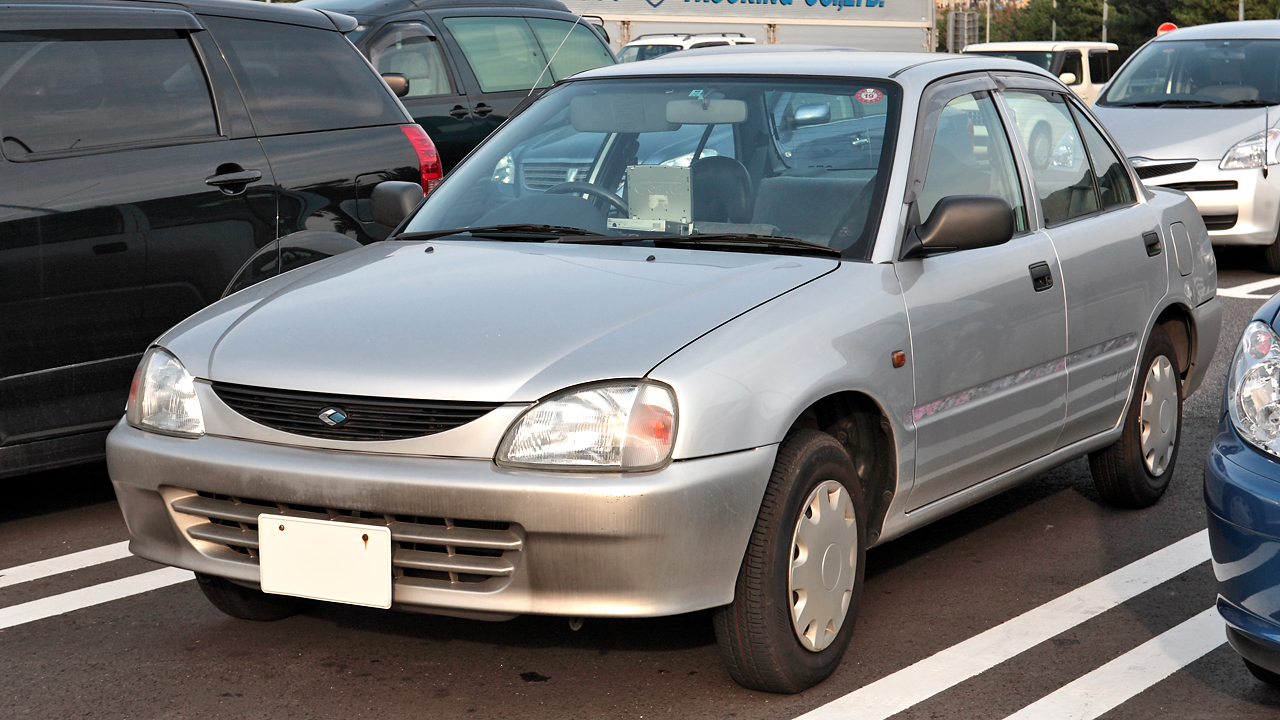
Xiali TJ 7130 UA 夏利TJ7130UA 1999-2002
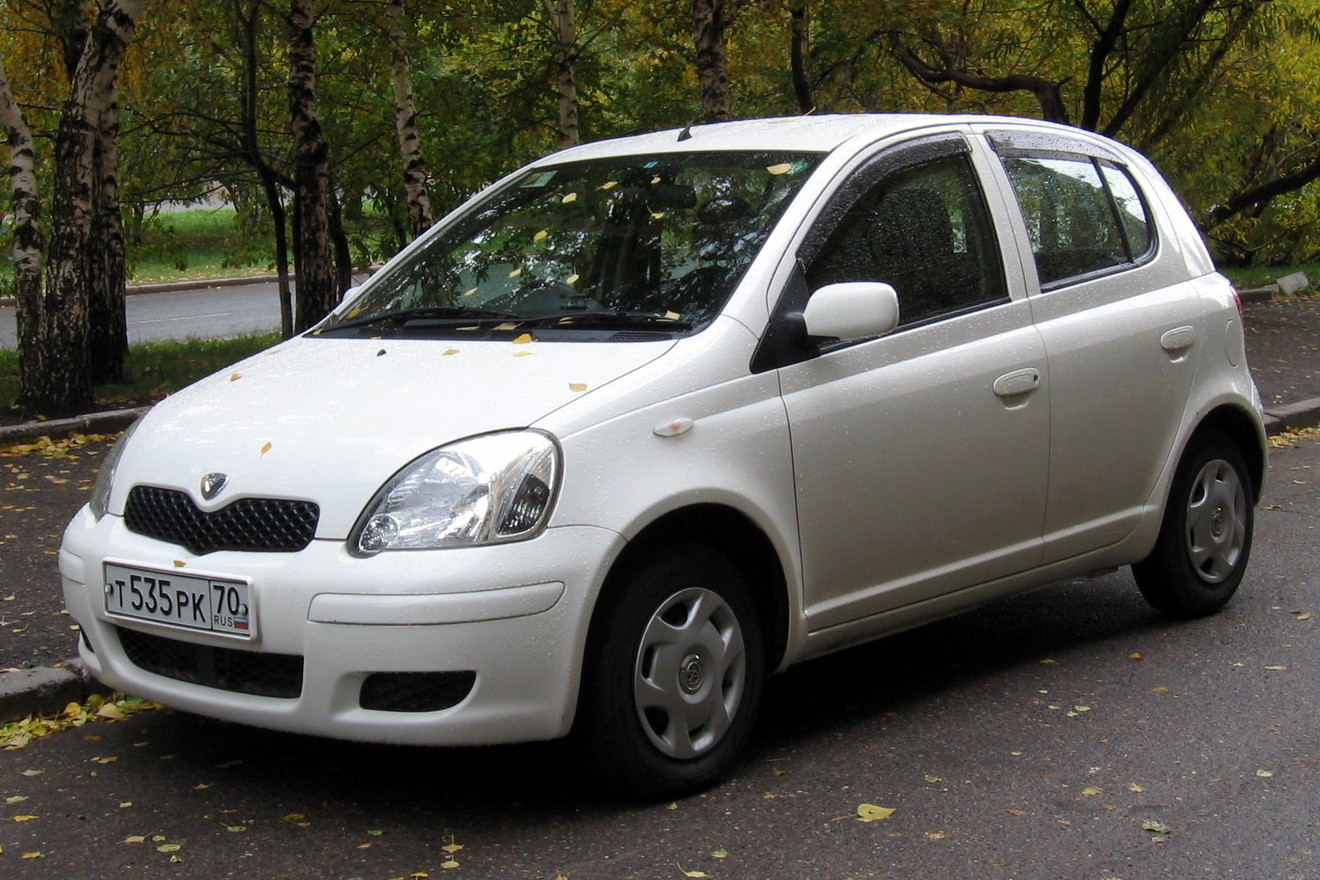
Xiali Vizi 夏利威姿 sinds 2002
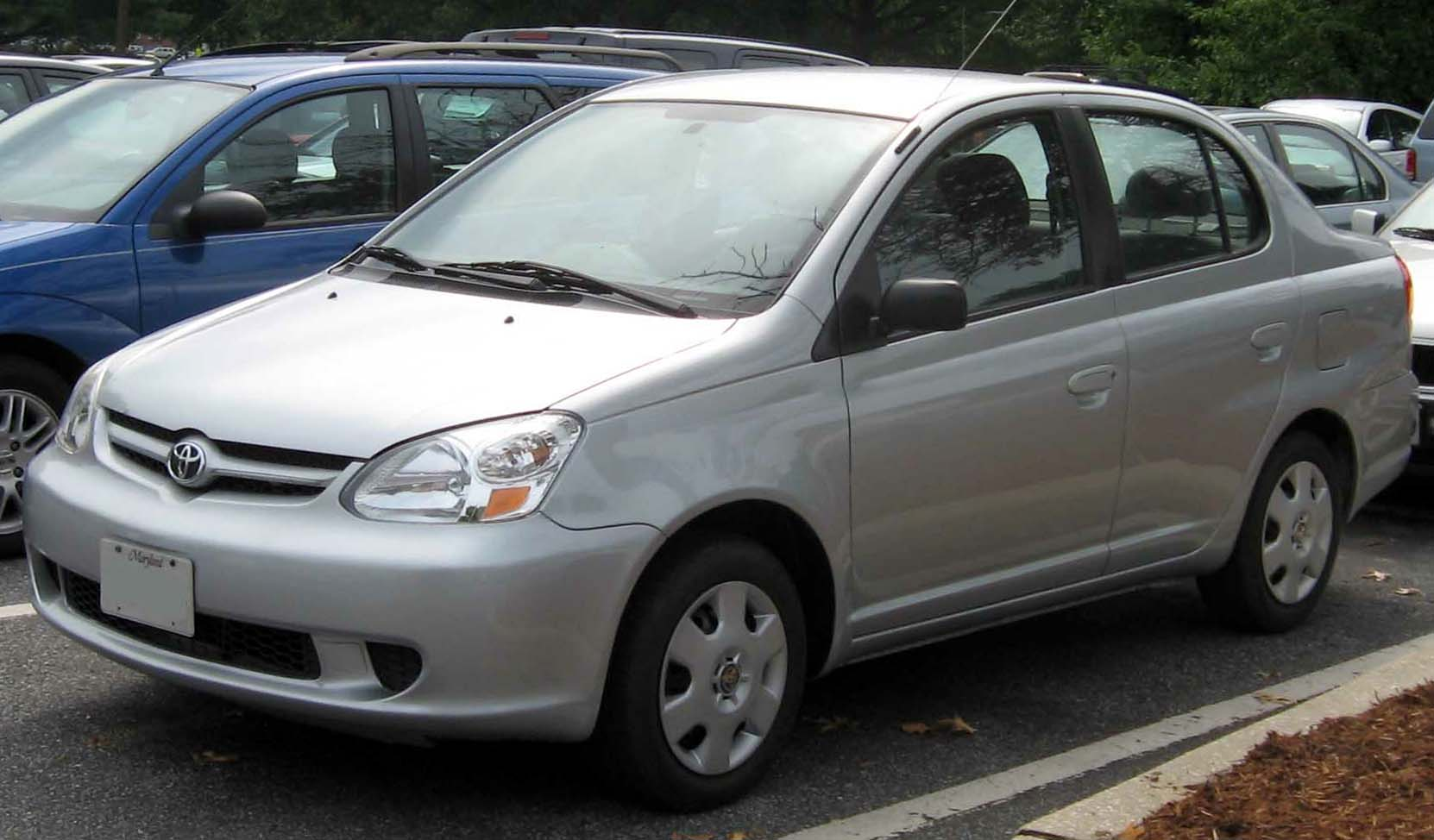
Xiali Vela 夏利威乐 sinds 2002
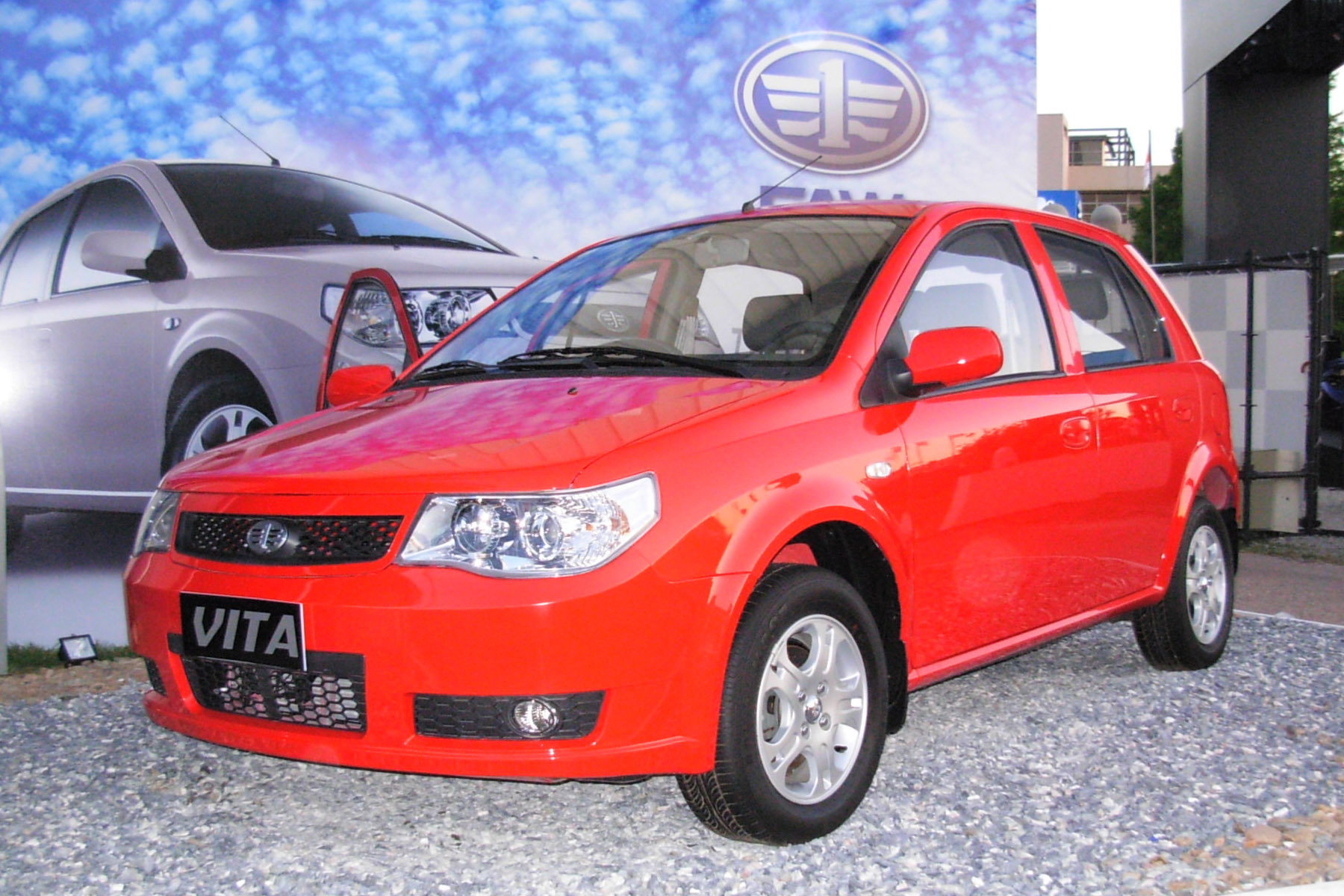
Xiali Weizhi 夏利威志 sinds 2007
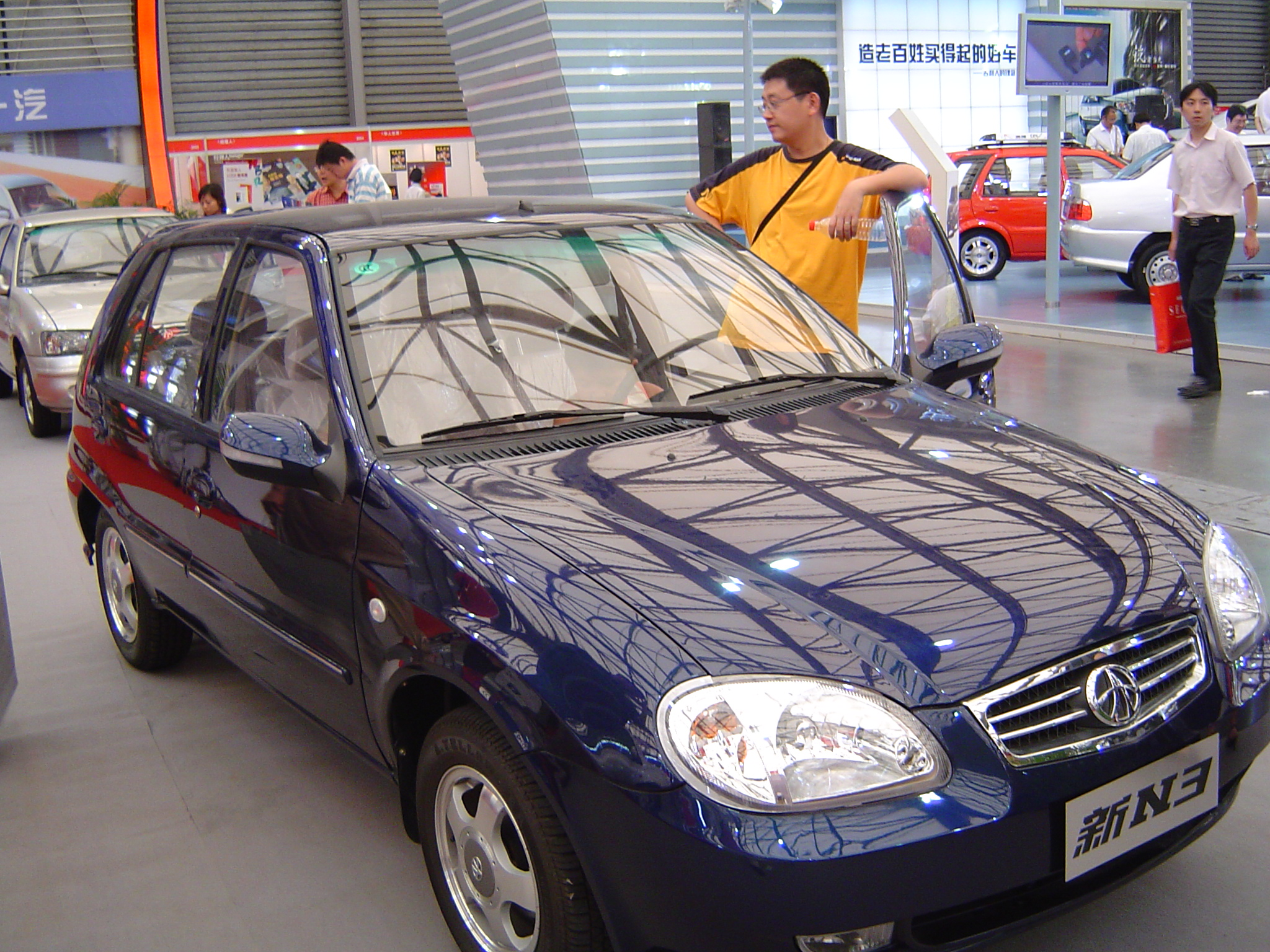
Xiali N3 夏利N3 sinds 2008